# Anoplotheriidae
Anoplotheriidae (лат.) — семейство вымерших мозоленогих (Tylopoda). Известны только на территории Европы в эоцене и олигоцене (48,6—25,6 млн лет назад).

## Этимология
Название семейства Anoplotheriidae — неологизм греческого происхождения, означающий «безоружные звери», по типовому роду Anoplotherium.

## История
Типовой род Anoplotherium был впервые обнаружен в 1804 году в гипсовых каменоломнях Монмартра под Парижем. Его впервые описал Жорж Кювье. Семейство Anoplotheriidae ввёл в систематику в 1821 году Джон Эдвард Грей, однако ошибочно счёл его родственным носорогам. Эдвард Дринкер Коп в 1889 году доказал принадлежность семейства к копытным. В 1960 году Альфред Шервуд Ромер уточнил их классификацию, отнеся к верблюдовым, что позднее доказал Роберт Л. Кэрролл (1988), а Дж. Дж. Хукер в 2007 году исправил объемлющий таксон на подотряд мозоленогих.

## Описание
Anoplotheriidae были довольно крупными сухопутными травоядными. Представляли собой весьма своеобразное семейство «селенодонтов» в составе китопарнокопытных. Наряду с формой зубов, их характерными признаками были четыре пальца на задних стопах и пять на передних.
Ещё одной особенностью был сильный хвост, который наряду с другими анатомическими особенностями позволял им подниматься на задних лапах и доставать пищу на деревьях на высоте до 2 метров.

## Систематика

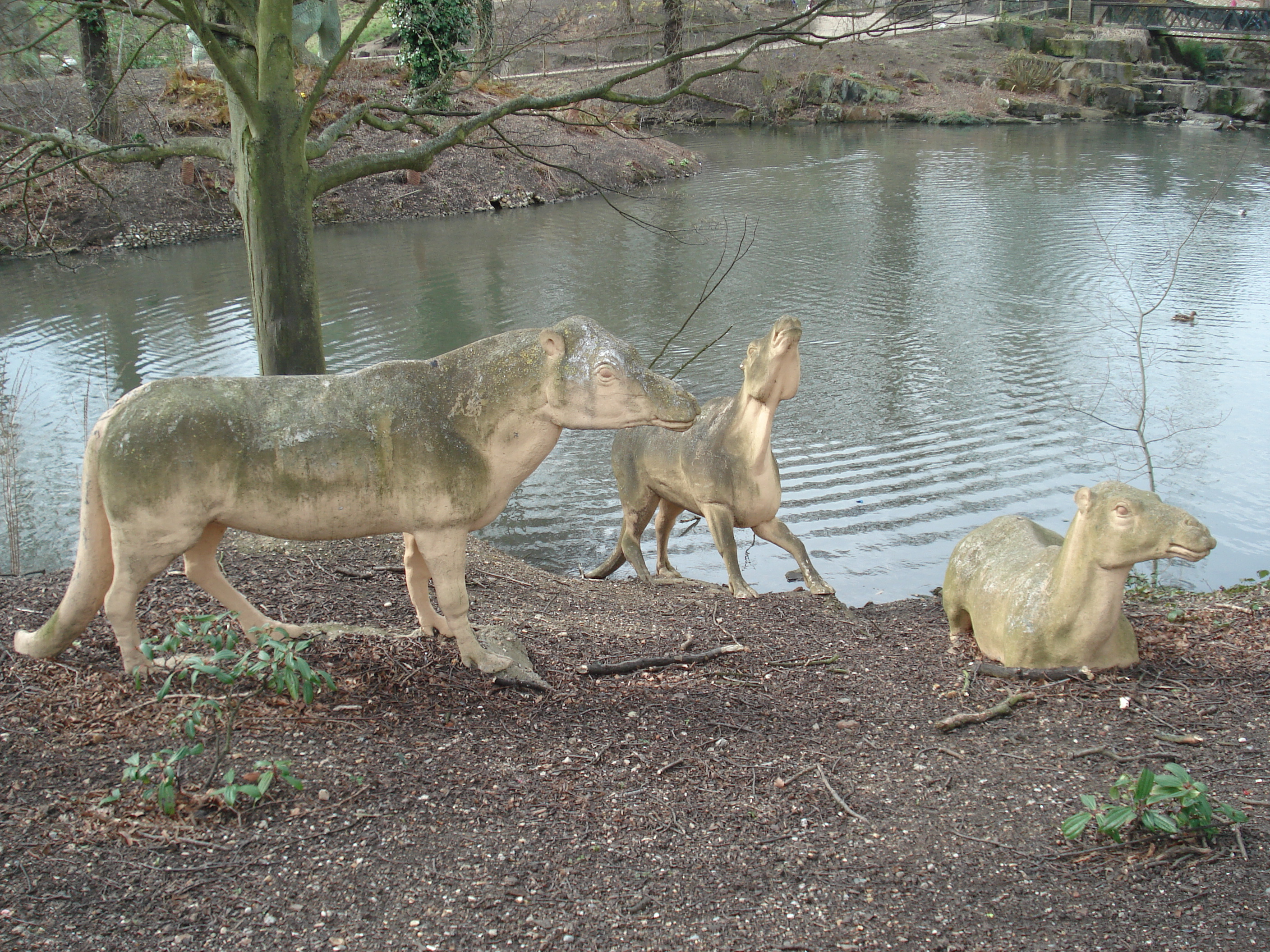
Изображение Anoplotherium в Crystal Palace

Жан Сюдр объединил в 1977 году семейство Anoplotheriidae с семейством Cainotheriidae в надсемейство Anoplotheroidea.
В семейство включают более 10 вымерших родов, объединённых в три подсемейства:
- Подсемейство Anoplotheriinae
  - Anoplotherium
  - Deilotherium
  - Diplobune
  - Duerotherium
  - Ephelcomenus
  - Robiatherium
- Подсемейство Dacrytheriinae
  - Catodontherium
  - Dacrytherium
  - Leptotheridium
  - Tapirulus
- Подсемейство Robiaciinae
  - Robiacina

Кэрролл дополняет это древо таксонами Diplartiopus и Hyracodontherium, причем последний рассматривается как синоним Diplobune. Кроме того, по фрагментарным останкам на юго-востоке Франции известен Diploartiopus.